# Carmen Ludwig
Carmen Sediqi-Ludwig (* 1994 in Mistelbach) ist eine österreichische Journalistin, Fernsehmoderatorin und -redakteurin.

## Leben
Carmen Ludwig wuchs in Ladendorf auf und schloss 2020 das Masterstudium der Publizistik- und Kommunikationswissenschaft an der Universität Wien ab. Ihre ersten journalistischen Erfahrungen sammelte sie 2016 beim Privatradiosender 88.6 in Wien. Seit 2017 arbeitet sie in der Redaktion des ORF-Landesstudios Wien als Redakteurin für Radio Wien, Wien heute und wien.ORF.at und hat unter anderem die Social-Media-Abteilung des Landesstudios mit aufgebaut.
Seit März 2023 moderiert sie Wien heute und ist neben Ulrike Dobeš, Elisabeth Vogel und Lukas Lattinger eine von vier regelmäßig auftretenden Moderatorinnen dieser Sendung.